# Jan Strik
Jan Strik (Nuenen, 24 maart 1912 – Boxtel, 7 maart 1992) was een Nederlands architect, die gevestigd was te Boxtel.
Strik ontwierp vooral veel kerken in de wederopbouwperiode na de Tweede Wereldoorlog. Hij paste daarbij onder meer de principes van de Bossche School toe, terwijl hij later ook modernistische kerken ontwierp. Hij werkte aanvankelijk vanuit Mill, en verhuisde naar Boxtel. Zijn ontwerp van de H.H. Theobaldus en Antonius van Padua kerk in Overloon is opgenomen in de Top 100 Nederlandse monumenten 1940-1958. Het heeft dan ook de status van rijksmonument toegewezen gekregen. 

## Werken
Tot zijn werken behoren onder meer:
| Bouw | Naam                                             | Plaats      | Bijzonderheden          | Afbeelding |
| ---- | ------------------------------------------------ | ----------- | ----------------------- | --- |
| 1947 | Burgemeesterswoning                              | Gemert      |                         | |
| 1950 | Sacramentskerk                                   | Middelrode  |                         | |
| 1954 | Sint-Jozefkerk                                   | Venhorst    | uitbreiding             | |
| 1954 | Architectenwoning                                | Boxtel      |                         | |
| 1956 | Heilige Theobaldus en Antonius van Paduakerk     | Overloon    | Rijksmonument           | Overzicht van de westgevel met gevelversiering en met de opengewerkte betonnen klokkentoren - Overloon - 20389040 - RCE |
| 1960 | Maria Reginakerk                                 | Boxtel      | Gesloopt in 2008        | |
| 1960 | Pius X Kerk                                      | Uden        | Sluiting 2008           | |
| 1962 | Heilige-Jozefkerk                                | Veldhoven   |                         | |
| 1964 | Sint-Jozefkerk                                   | Zaandam     |                         | |
| 1964 | Maria Magdalenakapel bij de Zusters Julie Postel | Boxmeer     |                         | |
| 1966 | O.L.V. van het Heilig Hart                       | Berg en Dal |                         | |
| 1969 | Blindeninstituut                                 | Nijmegen    | huidig: hoofdgebouw GGz | |